# Lasallia caroliniana
Lasallia caroliniana är en lavart som först beskrevs av Edward Tuckerman, och fick sitt nu gällande namn av Davydov, Peršoh & Rambold. Lasallia caroliniana ingår i släktet Lasallia och familjen Umbilicariaceae.   Inga underarter finns listade i Catalogue of Life.